# Huize Ronkenburg

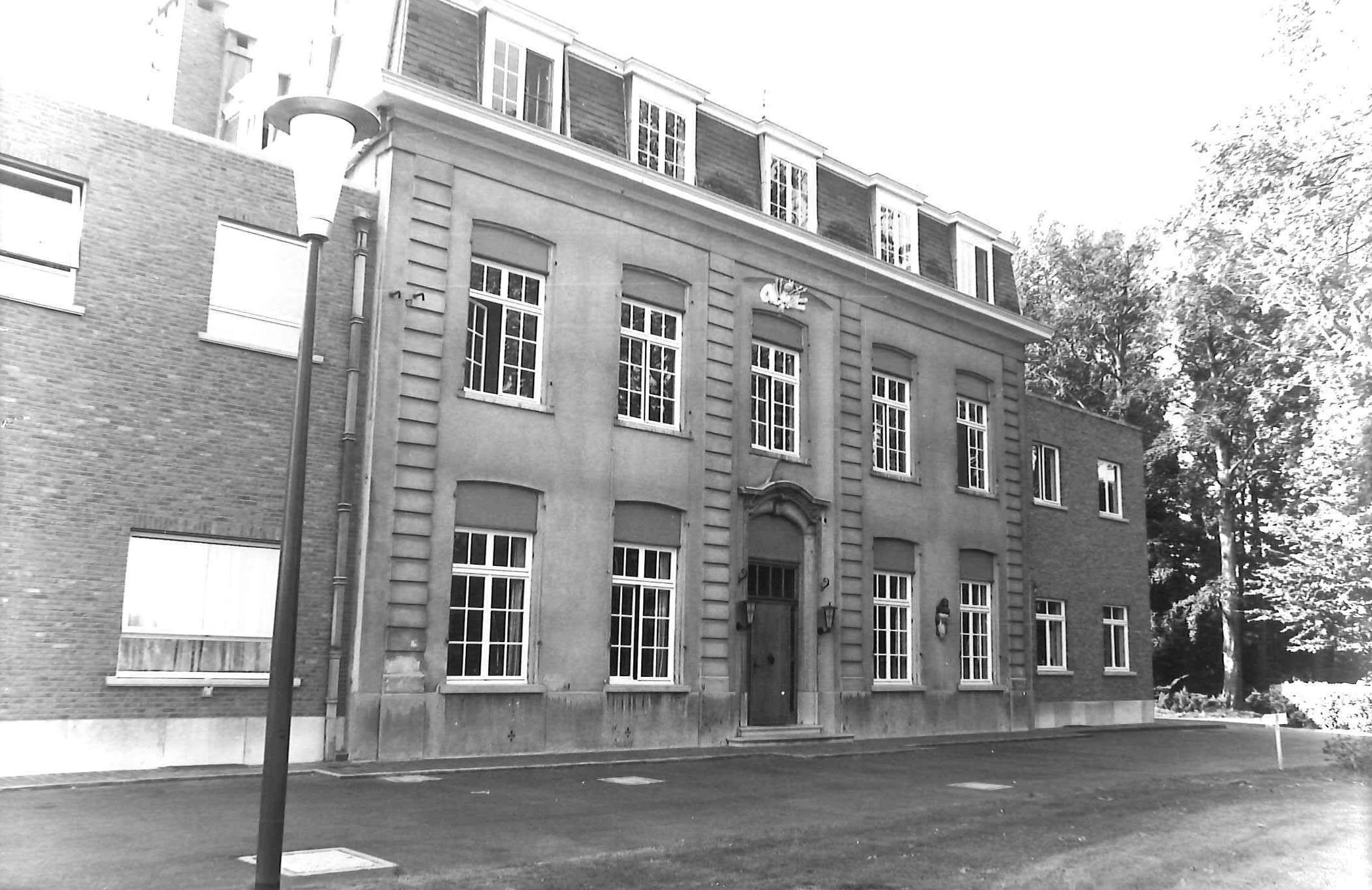
Huize Ronkenburg

Huize Ronkenburg is een herenhuis met domein in de Oost-Vlaamse plaats Lede, gelegen aan de Ronkenburgstraat 25.

## Geschiedenis
Hier zetelde de Heerlijkheid van Ronkenburg, een der belangrijkste van de drie heerlijkheden waarvan Lede deel uitmaakte. Het stond bekend als Hof ten Bossche en het behoorde toe aan de proost van Nijvel. Het omgrachte kasteel werd einde 16e eeuw, tijdens de godsdiensttwisten, gedeeltelijk verwoest. De bijbehorende kerk werd tijdens de Franse Revolutie (eind 18e eeuw) nog als gevangenis gebruikt.
Wat bleef was een 18e-eeuws gebouw in classicistische stijl.
In 1938 trokken de Zwartzusters vanuit Aalst in dit gebouw. In 2006 vertrokken de laatste acht zusters naar Aalst en in 2010 werd het klooster verkocht aan een Thais boeddhistisch genootschap dat er een boeddhistisch centrum huisvestte.
Op het terrein van het voormalig klooster bevindt zich ook een kapel die in 1958 nog tot noodkapel werd verbouwd.